# Монталдео
Монталдео (итал. Montaldeo) је насеље у Италији у округу Алесандрија, региону Пијемонт.
Према процени из 2011. у насељу је живело 223 становника. Насеље се налази на надморској висини од 311 м.

## Становништво
| 1936. | 1951. | 1961. | 1971. | 1981. | 1991. | 2001. | 2011. |
| ----- | ----- | ----- | ----- | ----- | ----- | ----- | ----- |
| 889   | 761   | 609   | 468   | 426   | 364   | 318   | 291   |